# Infelix ego

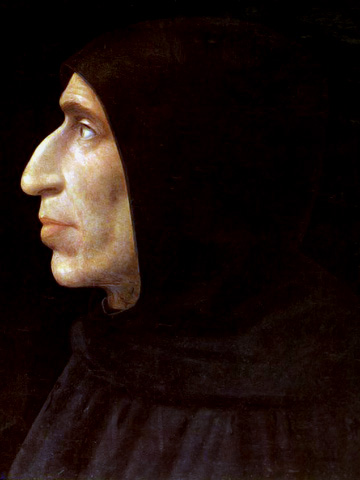
Jérôme Savonarole par Fra Bartolomeo, v. 1498.

Infelix ego ("Hélas, misérable que je suis") est une méditation latine sur le Miserere, Psaume 51 (Psaume 50 en numérotation des Septante), composée en prison par Jérôme Savonarole le 8 mai 1498, après avoir été torturé sur le chevalet, et deux semaines avant d'être brûlé sur le bûcher de la Piazza della Signoria à Florence le 23 mai 1498. Les autorités pénitentiaires n'avaient épargné que son bras droit pendant la torture préliminaire, afin que Savonarole puisse signer ses aveux : après cela, et dans un état de désespoir de ne pas être assez fort pour résister à la douleur de sa torture prolongée, il écrit Infelix ego et une partie d'une autre méditation, Tristitia obsedit me ("La tristesse m'obsède"), sur le Psaume 30, qu'il n'a pas le temps d'achever. 
Savonarole est dévasté par le fait que sa propre faiblesse personnelle laisse la torture physique vaincre sa volonté. Après avoir signé la confession, rétracté ses croyances et même nié que ses prophéties aient été envoyées par Dieu, il ressent le besoin de se prosterner devant son Dieu et de demander pardon. Le Psaume 51 (50 dans la numérotation des Septante), le Miserere, a inspiré ce long appel à la miséricorde, un document qui devient ensuite très influent dans les années précédant la Réforme, en particulier dans l'histoire de la musique. 
Le 23 mai 1498, Savonarole et deux autres frères qui étaient ses partisans sont conduits hors de leurs cellules sur la place publique à côté du Palazzo della Signoria. Après que leurs crimes leur ont été lus, ils sont pendus, puis brûlés, et leurs cendres jetées dans l'Arno afin qu'aucune relique ne soit récupérée par la foule des anciens partisans. Presque immédiatement, cependant, les deux méditations de Savonarole sont imprimées : Laurentius de Rubeis en produit l'une des premières estampes, à Ferrare, lieu de naissance de Savonarole, une ville qui continue à le vénérer jusqu'au XVIe siècle. 
Infelix ego commence, en traduction par :

« Hélas malheureux que je suis, dépourvu de toute aide, qui ai offensé le ciel et la terre - où irai-je ? Où dois-je me tourner ? Vers qui dois-je fuir ? Qui aura pitié de moi ? Au ciel, je n'ose lever les yeux, car j'ai profondément péché contre lui ; sur terre, je ne trouve pas de refuge, car j'en ai été offensé. Que dois-je donc faire ? Dois-je désespérer ? Loin de là. Dieu est miséricordieux, mon Sauveur aime. Dieu seul est donc mon refuge ... »

## Réception et influence
Infelix ego et sa suite incomplète Tristitia obsedit me se répandent rapidement dans toute l'Europe après l'exécution de Savonarole. De tous ses écrits, ils sont devenus les plus célèbres, apparaissant dans 15 éditions en Italie en 1500 et traduits dans la plupart des langues européennes au cours du XVIe siècle. Martin Luther est impressionné par ces méditations et leur écrit une préface dans sa publication de 1523 à Wittenberg. Sa réception enthousiaste des écrits de Savonarole, y compris Infelix ego, renforce la suspicion de la part de l'Église catholique. Alors qu'Infelix ego est traduit en italien, français, allemand, flamand et espagnol, il y a plus d'éditions en anglais qu'en toute autre langue (21), toutes paraissant entre 1534 et 1578. 
Les méditations de Savonarole sur les psaumes sont parmi les rares œuvres de sa main à ne pas être placées sur l'Index Librorum Prohibitorum, la liste de l'Église des livres interdits, par le pape Paul IV en 1559, au plus fort de la contre-réforme. Même si l'ordre dominicain  parvient à empêcher la condamnation en bloc de toutes les œuvres de Savonarole, en pratique l'Église fait arrêter toutes leurs impressions en Italie après 1559, y compris Infelix ego. Cependant, l'impression et la traduction de cet ouvrage se poursuivent ailleurs en Europe. 
Infelix ego est rapidement mis en musique. Au début, il y est fait allusion secrètement, plutôt que d'être directement mis en musique. Le célèbre Miserere de Josquin des Prés, écrit à Ferrare vers 1503-1504, en est un exemple  avec sa structure reflétant la méditation de Savonarole, imitant sa simplicité et son phrasé, et comprenant un refrain de "Miserere mei deus", après chaque verset, comme dans la méditation de Savonarole. Un autre compositeur utilisant une technique allusive similaire est Lupus Hellinck, qui écrit au moins trois compositions inspirées de Savonarole, dont deux Miserere, tous deux faisant référence à la version Josquin, et dont l'un était lui-même utilisé par le compositeur protestant français Claude Le Jeune pour sa propre adaptation de l'autre méditation de Savonarole en prison, Tristitia pbsedit me. 
Certains des compositeurs qui ont mis Infelix ego en musique incluent Adrian Willaert (il est le premier à l'adapter directement) ; Cyprien de Rore ; Nicola Vicentino ; Simon Joly ; Roland de Lassus, travaillant à Munich ; son élève, Jacob Reiner ; et en Angleterre, William Byrd. Trois autres compositeurs anglais, William Hunnis, William Munday et Thomas Ravenscroft adaptent la méditation dans sa traduction anglaise de William Hunnis, "Ah helples wretch". 